# Maciej Zięba (dominikanin)
Maciej Andrzej Zięba (ur. 6 września 1954 we Wrocławiu, zm. 31 grudnia 2020 tamże) – polski dominikanin, teolog, filozof, fizyk, publicysta, w latach 1998–2006 prowincjał Polskiej Prowincji Dominikanów, w latach 2007–2010 dyrektor Europejskiego Centrum Solidarności w Gdańsku.

## Życiorys
Urodził się 6 września 1954 we Wrocławiu.
Jego matka była polonistką, ojciec, Andrzej Zięba – matematykiem.
Był absolwentem Wydziału Matematyki, Fizyki i Chemii Uniwersytetu Wrocławskiego, gdzie w 1978 uzyskał tytuł magistra na kierunku fizyka. W latach 1978–1981 pracownik naukowy w Instytucie Meteorologii i Gospodarki Wodnej we Wrocławiu.
Od 1973 związany z opozycją demokratyczną. W latach 70. działacz, członek zarządu, a od 1978 wiceprezes Klubu Inteligencji Katolickiej we Wrocławiu. Od sierpnia 1980 ekspert regionu Dolny Śląsk NSZZ „Solidarność”. Przewodniczący Komitetu Zakładowego IMGW we Wrocławiu, doradca Międzyzakładowego Komitetu Strajkowego (następnie Założycielskiego) NSZZ Solidarność we Wrocławiu. Współtwórca i pierwszy redaktor naczelny biuletynu „Solidarność Dolnośląska”, dziennikarz „Tygodnika Solidarność”. W latach 1981–1988 współpracownik podziemnej Solidarności.
W sierpniu 1981 wstąpił do zakonu dominikanów, śluby wieczyste złożył 21 września 1986, święcenia kapłańskie przyjął 9 maja 1987. W 1988 uzyskał licencjat z teologii na Wydziale Teologicznym Papieskiej Akademii Teologicznej. W latach 1988–1989 przebywał na stypendium na Uniwersytecie w Eichstätt, w 1990 na stypendium na Catholic University of America (Waszyngton). W 1991 stypendysta American Enterprise Institute w Waszyngtonie. W 1989 tworzył w Gazecie Wyborczej rubrykę religijną „Arka Noego”. Od początku lat 90. uczestniczył w wielu seminariach i konferencjach międzynarodowych oraz wygłaszał gościnne wykłady na uczelniach w Polsce, USA, Niemczech, Włoszech, Czechach, Litwie, Estonii i na Ukrainie.
W latach 1990–1995 dyrektor dominikańskiego wydawnictwa W drodze. Od 1990 wykładowca należącego do Papieskiej Akademii Teologicznej Kolegium Filozoficzno-Teologicznego O.O. Dominikanów. W latach 1991–1996 wykładowca na Wydziale Prawa Uniwersytetu Adama Mickiewicza w Poznaniu. W latach 1994–2006 prowadził wykład Etyka życia gospodarczego na Akademii Ekonomicznej w Poznaniu. W roku 1995 założył i został dyrektorem Instytutu Tertio Millennio w Krakowie. W 1997 uzyskał stopień naukowy doktora na Wydziale Filozofii PAT, broniąc pracę pt. Kościół wobec demokratycznego kapitalizmu w świetle encykliki Centesimus annus.
Od 1998 do 2006 prowincjał polskiej prowincji dominikanów. W 1999 z nominacji Jana Pawła II członek Synodu Biskupów Europy. W 2001 został członkiem Rady Społecznej Episkopatu Polski. W 2003 mianowany przez Jana Pawła II konsultorem Papieskiej Rady Iustitia et Pax. Od 2003 członek Rady Patronackiej Wyższej Szkoły Europejskiej im. ks. Józefa Tischnera w Krakowie.
Organizator i w latach 2007–2010 dyrektor Europejskiego Centrum Solidarności w Gdańsku. Były członek Komisji Trójstronnej. Członek Rady Programowej Polsko-Rosyjskiego Forum Dialogu Obywatelskiego.
Prowadzący i współprowadzący szeregu programów medialnych, m.in. Niezwykły pontyfikat (1997, TVP1, z Adamem Pawłowiczem), U źródeł cywilizacji (2007, TVP Historia, z Arturem Dmochowskim), Moralność i etyka w czasach kryzysu (2013, religia.tv z ks. Kazimierzem Sową i Ryszardem Petru), To nie tak (2015, TVP Kultura, Karoliną Wigurą i Markiem Zającem).
Członek rady programowej Studium Generale Europa przy Papieskiemu Wydziałowi Teologicznemu w Warszawie oraz kwartalnika myśli politycznej „Civitas. Studia z filozofii polityki”. Współzałożyciel Ośrodka Myśli Politycznej w Krakowie. Członek Rady Programowej Centrum Myśli Jana Pawła II w Warszawie.
Cierpiał na chorobę alkoholową. Zmarł w wieku 66 lat, po długiej chorobie nowotworowej; został pochowany na cmentarzu św. Wawrzyńca we Wrocławiu.

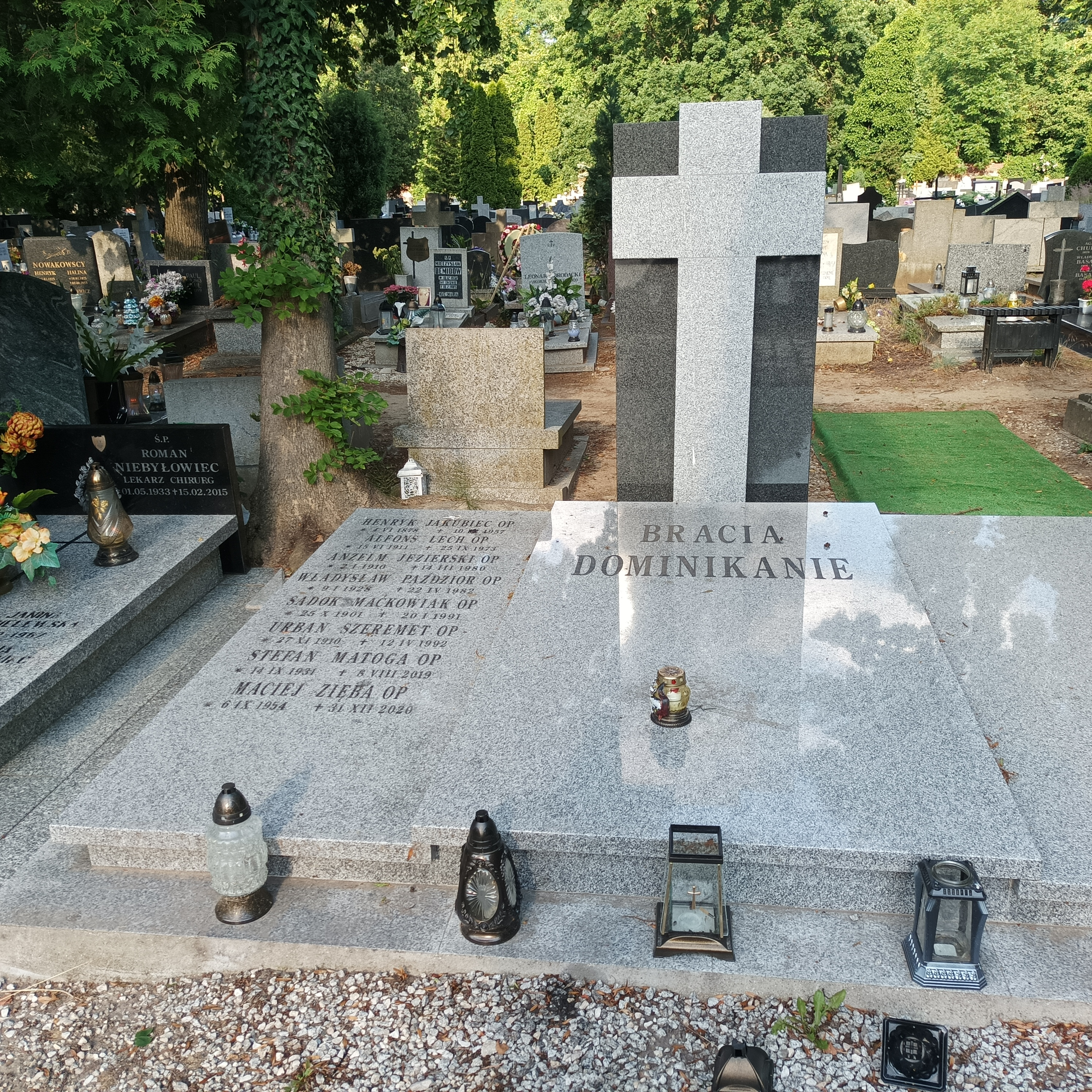
Grób ks. Macieja Zięby na cmentarzu św. Wawrzyńca we Wrocławiu

## Kontrowersje w sprawie dominikanina Pawła Malińskiego[9]
W marcu 2021 r. media informowały, że o. Maciej Zięba, będąc prowincjałem dominikanów, nie zareagował odpowiednio na akty wykorzystywania seksualnego, przemoc fizyczną, psychiczną i duchową, jakich dopuszczał się w latach 1996–2000 jego podwładny, zakonnik Paweł Maliński. W celu zbadania tych doniesień, dominikanie powołali komisję śledczą mającą zbadać istniejące ich zdaniem nieprawidłowości, na czele której stanął Tomasz Terlikowski. We wrześniu 2021 r. komisja opublikowała 250 stronicowy raport z prac.
Zdaniem komisji stosunek ówczesnych władz zakonu do osób pokrzywdzonych przez Pawła Malińskiego był absolutnie niewłaściwy.
Według raportu komisji, mimo że o. Maciej Zięba od 1998 r. był informowany o występowaniu we wspólnocie prowadzonej przez Pawła Malińskiego „mentalności sekciarskiej”, aktach przemocy fizycznej podczas modlitw oraz o stosowaniu przez Pawła Malińskiego duchowej i psychicznej presji to do roku 2000 nie powstrzymał jego działalności. Dopiero w 2000 r. po otrzymaniu pisemnych świadectw członków wspólnoty skrzywdzonych przez Pawła Malińskiego prowincjał odwołał zakonnika z funkcji duszpasterza akademickiego we Wrocławiu. Ponadto pomimo tego, że w 2000 r. Maciej Zięba dowiedział się o wykorzystaniu seksualnym przez Pawła Malińskiego czterech kobiet i dostał na piśmie informacje o wielokrotnym zgwałceniu jednej z nich przez Pawła Malińskiego, nie zawiadomił prokuratury o popełnieniu przestępstwa ani nie wszczął postępowania kanonicznego w tej sprawie. Prowincjał nakazał jedynie oskarżonemu kilkutygodniowy pobyt w klasztorze kamedułów w Krakowie, roczną pracę w hospicjum w Lublinie i zakazał w tym czasie sprawowania sakramentów.

## Odznaczenia i nagrody
Za działalność w opozycji demokratycznej odznaczony Krzyżem Oficerskim Orderu Odrodzenia Polski (2007), Krzyżem Wolności i Solidarności (2015), Medalem Stulecia Odzyskanej Niepodległości (2019). Pośmiertnie, w uznaniu wybitnych zasług w działalności na rzecz opozycji antykomunistycznej i zaangażowanie w walkę o wolność słowa w czasach PRL, za kultywowanie dziedzictwa myśli Jana Pawła II i popularyzację społecznej nauki Kościoła odznaczony Krzyżem Wielkim Orderu Odrodzenia Polski (2021).
Otrzymał nagrody Polcul Foundation (1981) oraz Freedom Award Atlantic Council (2016).

## Książki
- Biało-czarne zapiski, W drodze, Poznań, 1987
- Demokracja i antyewangelizacja, W drodze, Poznań, 1997
- Niezwykły pontyfikat, Znak, Kraków, 1997
- Nowe i stare biało-czarne zapiski, W drodze, Poznań 1987
- Papieże i kapitalizm, Znak, Kraków, 1998
- Chrześcijaństwo-demokracja-kapitalizm (z A. Rauscherem SJ i M. Novakiem)
- Lekarstwo życia (z Michałem Zioło OCSO), W drodze, Poznań 2002
- Chrześcijanie – Polityka – Ekonomia. Prawdy i kłamstwa, Wydawnictwo M, Kraków 2003
- Unanimitas. Dominikańskie przykazanie, W drodze, Poznań 2003
- Biel z dodatkiem czerni (wywiad – rzeka przeprowadzony przez Tomasza Wiścickiego), Biblioteka „Więzi”, Warszawa 2005
- Nieznane, niepewne, niebezpieczne? Szkic o Europie, Warszawa 2011
- Ale nam się wydarzyło! O papieżu i Polsce, Kościele i Świecie, W drodze, Poznań 2013
- Papal Economics. The Catholic Church on Democratic Capitalism, from Rerum Novarum to Caritas in Veritate, ISI Books 2013
- Kłopot za kłopotem. Katolik w dryfującej Europie, W drodze, Poznań 2015
- Papieska ekonomia. Kościół-rynek-demokracja, Znak, Kraków 2016
- Krzyż się nie chwieje. Medytacje drogi krzyżowej, W drodze, Poznań 2017[23]
- Dominikanie o ośmiu błogosławieństwach (współautor), W drodze, Poznań 2017[24]
- Pontyfikat na czasy zamętu. Jan Paweł II wobec wyzwań Kościoła i świata, W drodze, Poznań 2020